# Vic Joseph
Victor Joseph Travagliante, detto Vic Joseph (Cleveland, 8 luglio 1985), è un commentatore di wrestling statunitense sotto contratto con la WWE, dove lavora come telecronista del brand NXT.

## Biografia

### Gli inizi
Travagliante è cresciuto a Richfield, Ohio, e ha frequentato la Revere High School. Dopo l'università ha iniziato la sua carriera radiotelevisiva firmando con la CBS e lavorando con la stazione radio affiliata Cleveland WKRK-FM 92.3 come conduttore e reporter sportivo. Durante questo periodo Travagliante ha commentato diverse edizioni delle NBA Finals, le World Series del 2016, gli NCAA Tournaments ed è stato reporter del Cleveland Browns Network. Travagliante ha intervistato atleti come LeBron James, Mike Trout, Johnny Manziel e Kobe Bryant. Mentre lavorava alla WKRK, ha iniziato a lavorare nel mondo del wrestling come commentatore e annunciatore per promozioni indipendenti come Prime Wrestling (PWO), Absolute Intense Wrestling (AIW) e House of Hardcore (HOH).

### WWE (2017-presente)
Nel maggio 2017, è stato annunciato che Travagliante, con il nuovo ring name Vic Joseph, si sarebbe unito al team di commento di Main Event a partire dal 24 maggio 2017, sostituendo Tom Phillips. Il 13 giugno 2017, Joseph ha annunciato di unirsi come commentatore principale di 205 Live, pur continuando a partecipare a Main Event. Il 17 ottobre 2018, Joseph ha debuttato come commentatore principale a NXT UK, al fianco di Nigel McGuinness e anche il giorno successivo a 205 Live.
Il 19 agosto 2019, Joseph è apparso come commentatore ospite a Raw, come parte del team di commento che sostituiva Corey Graves e Jerry Lawler.
Il 30 settembre 2019, Joseph ha annunciato di essere il nuovo ruolo di telecronista principale di Raw, in sostituzione di Michael Cole, mandato a SmackDown dopo l'acquisto dei diritti televisivi del brand da parte di Fox.
Il 27 gennaio 2020, Joseph ha lasciato il team di commento di Raw ed è stato sostituito da Tom Phillips, insieme al suo ex membro del team di commento a SmackDown Live Byron Saxton. Il 17 luglio 2020, Joseph ha fatto il suo ritorno nel team di trasmissione di 205 Live insieme a Drew Gulak, sostituto di Byron Saxton. Il 12 agosto 2020, Joseph si è unito al team di commento di NXT come presentatore principale. Vic Joseph è tuttora il telecronista principale dello show di sviluppo della WWE, insieme a Booker T.
Nella puntata di SmackDown del 14 febbraio 2025, Joseph ha sostituito il commentatore abituale Joe Tessitore, impegnato in una telecronaca di pugilato.